# Вооружённые силы Чада
Вооружённые силы Чада (ВСЧ) (фр. Forces armées du Tchad, FAT), — военная организация Республики Чад, предназначенная для защиты свободы, независимости и территориальной целостности государства. Является одним из важнейших компонентов политической власти. Состоят из сухопутных войск, национальной гвардии и военно-воздушных сил. На 2019 год общее количество составляет 30 350 человек.

## История
11 августа 1960 года страна получила независимость от Франции. С этого же момента новое правительство стало формировать Вооружённые силы. Их основу составили выходцы с юга страны. В 1966 году в Чаде вспыхнула гражданская война. Главным противником действующей власти стал Фронт национального освобождения Чада (ФРОЛИНА). Это движение зародилось в Судане в 1965 году его возглавлял Ибрахим Абачи. На территории Чада к ФРОЛИНА присоединилось движение Хассана Ахмеда Муссы Фронт освобождения Чада (фр. Front de Liberation du Tchad) которое состояло из исламистов с севера Чада. ФРОЛИНА требовал вывода всех иностранных войск из Чада; провозглашал борьбу против господства христиан, в частности против режима президента Франсуа Томбалбая, а также за аграрную реформу, которая бы передавала «землю тем, кто её обрабатывает»; за национализацию ключевых отраслей экономики страны; за создание единого кабинета народов и ряда других требований. В области внешней политики ФРОЛИНА требовал установления дипломатических отношений со всеми странами, кроме Израиля и ЮАР, высказывался за позитивный нейтралитет и активную поддержку освободительных движений. ФРОЛИНА была поддержана Ливией, Алжиром и Суданом. 11 февраля 1968 года Ибрахим Абача был убит во время боевых действий против армии Чада. В 1969 году Франция вмешалась на стороне действующего президента, введя Иностранный легион. В ходе боёв, часть повстанцев-кочевников тубу ушла в Ливию. Активная фаза боевых действий переросла в партизанскую войну в условиях пустыни. Томбалбай пошёл на уступки, и стал проводить реформы, направленные на африканизацию страны. В 1971 году Франция вывела свои войска из Чада. В качестве государственной религии был принят один из традиционных культов йондо. Начались гонения на христиан и мусульман, что привело к новому витку гражданской войны. В 1973 году Ливия при поддержке про ливийского крыла ФРОЛИНА впервые заняла полосу Аузу. Христианские и мусульманские гонения коснулись и военнослужащих, и в апреле 1975 года военные совершили государственный переворот, в ходе которого глава государства был убит. Новым главой был провозглашён южанин генерал армии Феликс Маллум.
В период президентства Феликса Маллума набор в ВСЧ продолжился, в основном, из христиан южного Чада. В 1976 году ФРОЛИНА распался на две части — Народные вооружённые силы (FAP), возглавляемые Гукуни Уэддей, сыном беглого в Ливию Тибести, и Вооружённые силы Севера (FAN), которые возглавлял Хиссен Хабре. Очаги боевых действий на севере страны продолжили возникать, также стали возникать волнения на востоке страны. Новое правительство не могло уже с ними справиться и подавить их, так как ВСЧ, утратив большую часть техники и вооружений, потеряла свой статус как целостной государственной армии. Под контролем правительственной армии оставался только юг и часть запада страны. В этом же году Ливия полностью аннексировала полосу Аузу, что стало первой интервенцией Ливии в Чад, и положило начало чадско-ливийскому конфликту. В марте 1978 года FAP Уэддея при поддержке Ливии заняли город Фая-Ларжо. К FAP присоединились повстанцы с востока (группа «Вулкан»). К 1979 году противостояли FAP только FAN, возглавляемые Хабре при поддержке Судана. Это противостояние вышло за пределы северных провинций и буквально опустошило страну. Президент страны, не имея другой возможности противостоять агрессии FAP при открытой поддержке Ливии, которая провела вторую интервенцию в Чад — ввела регулярную армию и обеспечила артиллерийскую и воздушную поддержку FAP, был вынужден обратиться к Франции за военной поддержкой. Ожесточённые бои развернулись в окрестностях Нджамена — друг другу противостояли правительственные войска, FAP и FAN. При этом пострадало мирное население в Нджамене — военные правительственной армии стали вырезать мусульман, после того, как город заняли бойцы FAN, вытеснив армию, они продолжили убивать мусульман, когда FAP заняло город, систематическому уничтожению подверглись христиане. Общее число жертв в этих событиях оценивается от 10 до 20 тысяч человек, число жителей бежавших в соседний Камерун остаётся без точной оценки. После того, как эти события получили резонанс, Франция прислала контингент 1500 солдат с авиационной поддержкой. В ноябре 1979 года в Нджамене было образовано новое коалиционное правительство, в которое вошли южане (христиане) и северяне (мусульмане). Президентом страны был назначен Гукуни Уэддей, а вице-президентом Абделькадар Камуге (соратник Маллума), Хиссен Хабре получил пост министра обороны. Очаги Гражданской войны в Чаде продолжили возникать, и после того как Франция вывела свой контингент, Муамар Каддафи в 1980—1981 годах в третий раз ввёл в Чад регулярную армию Ливии. В стране напряжённость пошла на спад и наступило относительное спокойствие. В 1981 году было объявлено об объединении Ливии и Чада.

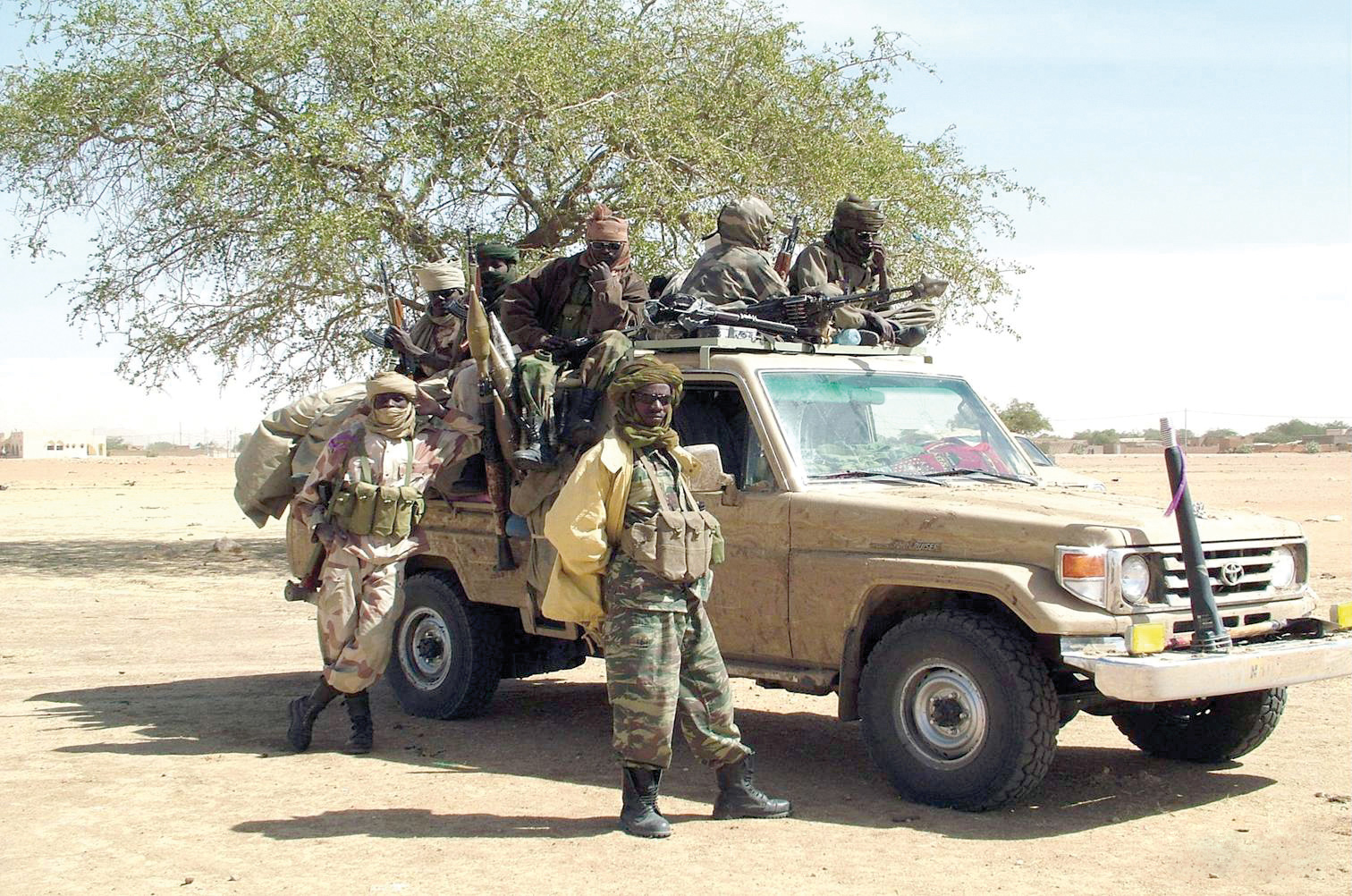
Война «тойот»

С 1982 года Хиссен Хабре занимался укреплением своего влияния и полномочий. В 1982—1983 годах, после ухода ливийских войск, Хабре при поддержке США сверг правительство Уэддея и провозгласил себя президентом. Ядром новой национальной гвардии при поддержке Франции (Операция «Манта») стали FAN. Вооруженные силы (фр. Naceales Armées Nationales Tchadiennes — FANT) были сформированы в январе 1983 года из различных группировок, действовавших во время Первой гражданской войны на стороне Хабре. Влияние Ливии в Чаде стало ослабевать. Договор об объединение двух стран был разорван. Это заставило Ливию в четвёртый раз ввести войска. В 1983—1984 годах ливийские военные заняли север страны. С 1985 года началось объединение всех чадских военизированных группировок против ливийских войск и вхождение их в официальные Вооружённые силы. Войскам Ливии стали противостоять небольшие отряды, вооружённые крупнокалиберными пулемётами, мобильными противотанковыми средствами и переносными комплексами ПВО на автомобильных платформах (в основном, пикапы Toyota Land Cruiser 40 и 70-й серий). Используя высокую маневренность пикапов, хорошее знание местности и применяя «партизанскую тактику» с глубокими обходами и ударами во фланг, Вооружённые силы Чада в двух основных сражениях, уничтожили существенное количество техники ливийской группировки. Это противостояние получило название «Война «тойот»». С 1986 по 1987 годы правительственные войска Чада перешли в контрнаступление и одержав победу под Маатен-ас-Сарра вытеснили противника за полосу Аузу, на территорию Ливии. Тем самым вооружённые силы Чада одержали победу. С 1988 года начало действовать перемирие и начался ряд международных переговоров, а вопрос о государственной принадлежности полосы Аузу был передан в Международный суд ООН.
К началу 1989 года Вооруженные силы Чада насчитывали около 36 000 человек. В апреле 1989 года офицеры чадской армии Хассан Джамус и Идрис Деби предприняли неудачную попытку государственного переворота. Джамус был арестован, а Деби удалось бежать в Судан. Там он организовал Движение за национальное спасение Чада (ДНСЧ). Осенью 1990 года ДНСЧ начали наступление из Дарфура на столицу Чада. 30 ноября им удалось занять Абеше и 1 декабря Нджамену. Это вынудило Хабре бежать в Камерун, а оттуда в столицу Сенегала — Дакар. 2 декабря 1990 года Идрис Деби провозгласил себя президентом Чада. В 1991 году общая численность войск составляла почти 50 000 человек, и Деби при поддержки Франции, провёл реорганизацию Вооруженных сил с целью сокращения их численности и отражения в них полного этнического состава страны, но доминирование загава сохранилось. В 1994 году Международный суд ООН утвердил полосу Аузу за Чадом. 3 июля 1996 года Идрис Деби во втором туре президентских выборов, набрав 71,59 % голосов, был переизбран на пост руководителя страны.

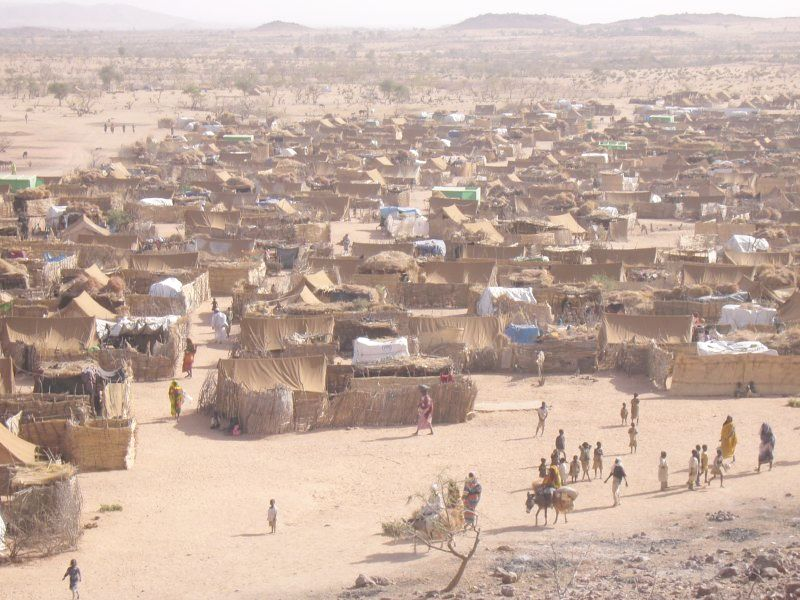
Лагерь дарфурских беженцев в Чаде

В 2003 году Вооружённые силы Чада были переведены в повышенную готовность в связи с разразившимся в Судане межэтническим Дарфурским конфликтом на самой границе с Чадом. В мае 2004 года в Чаде вновь начались волнения среди офицеров и старшего руководства в армии, которые предприняли неудачный военный мятеж. Причиной этого стало вскрытие коррупционной схемы, при которой за последние 2 года заработная плата выплачивалась на 24 000 военнослужащих, хотя реальное количество находящихся на службе было 19 000 человек. В сентябре 2003 года правительство Чада выступило посредником при подписании соглашения о прекращении огня между правительством Судана и руководством СОД. Но вскоре конфликт разгорелся с новой силой. Это вызвало массовый поток беженцев в Чад. По данным Верховного комиссара ООН по делам беженцев, только в декабре 2003 года бежали около 30 000 человек, а к середине февраля 2004 года количество беженцев уже составляло от 110 000 до 135 000 человек. В декабре 2005 года началась Вторая гражданская война в Чаде, как продолжение Дарфурского конфликта. Первые вооружённые столкновения произошли между бежавшими из Судана отрядами «Джанджавид» и Вооружёнными силами Чада, находившимися на границе. В апреле 2006 года мирные переговоры зашли в тупик, и вооружённые формирования при поддержке правительства Судана и мятежных частей Вооружённых сил Чада напали на столицу страны Нджамену. В ноябре 2006 года Ливия поставила Чаду четыре самолёта Aermacchi SF.260W. Из-за растущей напряженности, войска вдоль границы с Суданом были усилены. Именно в восточной части Чада Суданские военизированные группировки пересекали границу и предпринимали попытки захватить и установить контроль над приграничными городами. В ответ Чад поддержал повстанцев в Дарфуре и отправил туда свои военные подразделения. В феврале 2008 года была одержана победа в битве за Нджамену и план Хартума на установления лояльной власти в Чаде был сорван. Также Чад поддержала Франция, направив в свои войска для помощи в борьбе с повстанцами. В ходе боестолкновений армия Чада потеряла более 20 танков Т-55, около 20 БМД-1, несколько БТР-60, один самолёт Aermacchi SF.260W и вертолёт Ми-24, не установленное количество артиллерийских систем и стрелкового вооружения, начальник штаба руководства армии Дауд Сумен был убит, также, по заявлениям Чада, было 430 военных погибшими. Возросший уровень преступности, бандитизм, похищение людей и вооружённые разбойные нападения на гуманитарные организации привели к тому, что им пришлось свернуть свои миссии в Чаде. 15 января 2010 года Чад и Судан подписали мирный договор и президент Чада Идрис Деби, впервые за шесть лет посетил Хартум. С мая 2010 года начался вывод контингента Организации Объединённых Наций из Чада. Функции по обеспечению безопасности были возложены на полицию и армию Чада.
С января 2013 года вооружённые силы Чада участвуют в боевых действиях в Мали по изгнанию исламистских повстанцев из «Движения за единство и джихад в Западной Африке» с северной части страны. Сначала предоставив свои военно-воздушные базы для прикрытия высадки французских солдат при проведении операции «Сервал», а затем отправил в Мали военный контингент.
Согласно заявлениям Абу Бакра Юнис Джабера, подразделения республиканской гвардии Чада участвовали в гражданской войне в Ливии на стороне правительства.
- Третья Центральноафриканская гражданская война[англ.]
- Многонациональная объединённая военная группировка[англ.]

## Общие сведения

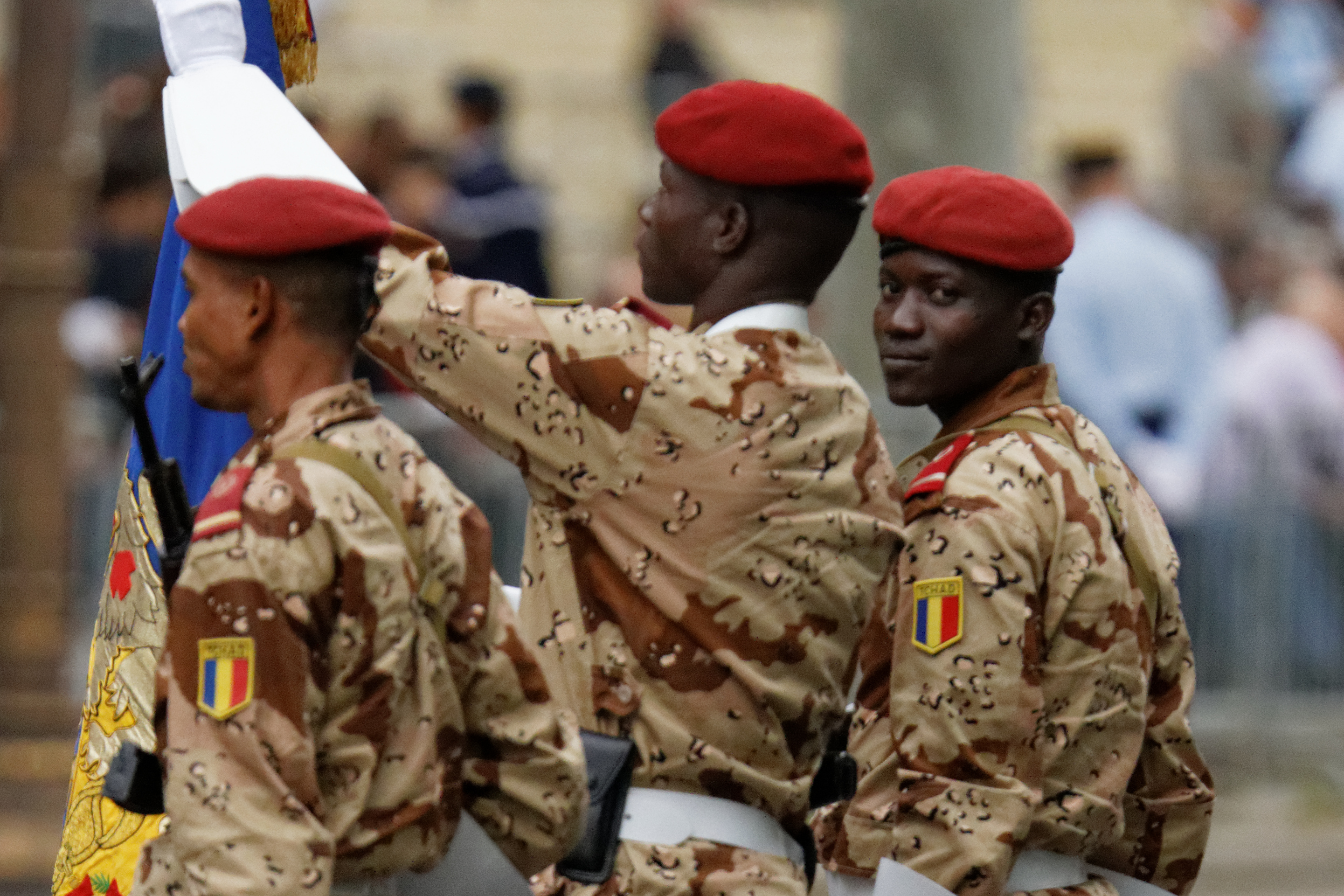
Солдаты армии Чада

В состав вооруженных сил Чада входят подразделения сухопутных войск, ВВС и национальной гвардии. В стране насчитывается около 800 солдат иностранного контингента. Франция поддерживает Чад военной техникой и обучением персонала. Оборонный бюджет на 2007 год составил 56,7 млн US $.
В 2011 году армия Чада насчитывала примерно 36 000 военнослужащих. В 2013 году численность армии составляла около 25 000 человек.
| Вооружённые силы Чада                                           | Вооружённые силы Чада |
| --------------------------------------------------------------- | --- |
| Виды вооружённых сил:                                           | Сухопутные войска (фр. Armee Nationale du Tchad) Национальная гвардия (фр. Gendarmerie) Военно-воздушные силы (фр. Force Aerienne Tchadienne) |
| Призывной возраст и порядок комплектования:                     | Вооружённые силы Чада комплектуются на призывной и добровольной основе. Призыв осуществляется для лиц мужского пола, достигших 20-ти лет. Служба по призыву составляет 3 года. С 18 лет разрешена служба для добровольцев; нет минимального ограничения возраста для добровольцев (с согласия родителей или опекунов). По достижении 21 года для женщин предоставляется выбор: либо 1 год военной службы, либо государственная гражданская служба на тот же срок. (на 2004 год) |
| Человеческие ресурсы, доступные для воинской службы:            | мужчины в возрасте 16-49: 2,090,244 женщины в возрасте 16-49: 2,441,321 (2010 оценочно) |
| Человеческие ресурсы, пригодные для воинской службы:            | мужчины в возрасте 16-49: 1,183,242 женщины в возрасте 16-49: 1,395,811 (2010 оценочно) |
| Человеческие ресурсы, ежегодно достигающие призывного возраста: | мужчины: 128,723 женщины: 128,244 (2010 оценочно) |
| Военные расходы — процент от ВВП:                               | 1.7 % (2006) 90 место в мире |

## Сухопутные войска

### Техника и вооружение
| Фото                                                            | Тип                                     | Описание                                               | Количество   | Примечания                                        |
| Бронетехника                                                    | Бронетехника                            | Бронетехника                                           | Бронетехника | Бронетехника                                      |
| --------------------------------------------------------------- | --------------------------------------- | ------------------------------------------------------ | ------------ | ------------------------------------------------- |
|                                                                 | Т-55                                    | Основной боевой танк                                   | 60           | По состоянию на 2018 год                          |
|                                                                 | БМП-1                                   | Боевая машина пехоты                                   | 80           | По состоянию на 2018 год                          |
|                                                                 | БМП-1У                                  | Боевая машина пехоты                                   | 42           | По состоянию на 2018 год                          |
|                                                                 | LAV-150 Commando                        | Боевая машина пехоты                                   | 9            | По состоянию на 2018 год. Вооружены 90-мм пушками |
|                                                                 | БТР-60                                  | Бронетранспортёр                                       | 20           | По состоянию на 2018 год                          |
|                                                                 | БТР-80                                  | Бронетранспортёр                                       | 24           | По состоянию на 2018 год                          |
|                                                                 | БТР-3Е                                  | Бронетранспортёр                                       | 12           | По состоянию на 2018 год                          |
|                                                                 | VAB-VTT                                 | Бронетранспортёр                                       | 25           | По состоянию на 2018 год                          |
|                                                                 | ACMAT Bastion                           | Бронетранспортёр                                       | 22           | По состоянию на 2018 год                          |
|                                                                 | Panhard M3                              | Бронетранспортёр                                       | 15           | По состоянию на 2013 год                          |
|                                                                 | WZ-523                                  | Боевая бронированная машина                            | 8            | По состоянию на 2018 год                          |
|                                                                 | Black Scorpion ZFB-05                   | Боевая бронированная машина                            | 10           | По состоянию на 2018 год                          |
|                                                                 | RAM Mk3                                 | Боевая бронированная машина                            | > 31         | По состоянию на 2018 год                          |
| Бронированные командно-штабные машины и разведывательные машины |                                         |                                                        |              |                                                   |
|                                                                 | БРДМ-2                                  | Боевая разведывательная машина                         | 100          | По состоянию на 2018 год                          |
|                                                                 | Engesa EE-9 Cascavel Mk7                | Боевая разведывательная машина                         | 20           | По состоянию на 2018 год                          |
|                                                                 | Panhard ERC-90 Lynx                     | Боевая разведывательная машина                         | 7            | По состоянию на 2015 год                          |
|                                                                 | Panhard ERC-90F Sagaie                  | Боевая разведывательная машина                         | 4            | По состоянию на 2018 год                          |
| Самоходная артиллерия                                           |                                         |                                                        |              |                                                   |
|                                                                 | БМ-21 «Град» Type 81                    | 122-мм РСЗО                                            | 65           | По состоянию на 2018 год                          |
|                                                                 | 2С1 «Гвоздика»                          | 122-мм САУ                                             | 10           | По состоянию на 2018 год                          |
|                                                                 | PTL-02 Assaulter                        | 100-мм машина огневой поддержки пехоты                 | 30           | По состоянию на 2018 год                          |
|                                                                 | AML-90                                  | 90-мм самоходный миномёт                               | < 70         | По состоянию на 2018 год                          |
|                                                                 | AML-60                                  | 60-мм самоходный миномёт                               | < 70         | По состоянию на 2018 год                          |
| Буксируемая артиллерия                                          |                                         |                                                        |              |                                                   |
|                                                                 | Д-20                                    | 152-мм пушка-гаубица                                   | 18           | По состоянию на 2017 год                          |
|                                                                 | М-46                                    | 130-мм пушка                                           | 6            | По состоянию на 2015 год, поставлены из Болгарии  |
|                                                                 | Д-30 (ZA-18)                            | 122-мм гаубица                                         | 22           | По состоянию на 2016 год                          |
|                                                                 | Brandt АМ-50                            | 120-мм тяжелый нарезной миномёт                        | 10           | По состоянию на 2018 год                          |
|                                                                 | Тип 63                                  | 107-мм реактивная система залпового огня               | н.д.         | По состоянию на 2018 год                          |
|                                                                 | M2                                      | 105-мм гаубица                                         | 5            | По состоянию на 2018 год                          |
|                                                                 | M43 (модернизированная версия 82-BM-41) | 82-мм средний миномёт                                  | н.д.         | По состоянию на 2014 год                          |
|                                                                 | LLR 81mm                                | 81-мм средний миномёт                                  | 12           | По состоянию на 2018 год                          |
|                                                                 | Brandt Mle CM60A1 (CS)                  | 60-мм пушка-миномёт                                    | 24           | По состоянию на 2014 год                          |
| Противотанковые средства                                        |                                         |                                                        |              |                                                   |
|                                                                 | BGM-71 TOW                              | 152-мм противотанковый ракетный комплекс               | н.д.         | По состоянию на 2016 год                          |
|                                                                 | ERYX                                    | 137-мм противотанковый ракетный комплекс               | н.д.         | По состоянию на 2018 год                          |
|                                                                 | / MILAN                                 | 115-мм переносной противотанковый ракетный комплекс    | н.д.         | По состоянию на 2018 год                          |
|                                                                 | Б-11                                    | 107-мм безоткатное орудие                              | н.д.         | По состоянию на 2016 год                          |
|                                                                 | М40A1                                   | 106-мм безоткатное орудие                              | н.д.         | По состоянию на 2018 год                          |
|                                                                 | APILAS                                  | Ручная реактивная противотанковая граната              | н.д.         | По состоянию на 2016 год                          |
|                                                                 | РПГ-7                                   | Ручной противотанковый гранатомёт                      | н.д.         | По состоянию на 2016 год                          |
|                                                                 | M72 LAW                                 | Ручной противотанковый гранатомёт                      | н.д.         | По состоянию на 2016 год                          |
| Зенитные средства сухопутных войск                              |                                         |                                                        |              |                                                   |
|                                                                 | 2К12 «Куб»                              | Зенитно-ракетный комплекс малой дальности              | н.д.         | По состоянию на 2018 год                          |
|                                                                 | Стрела-10                               | Зенитно-ракетный комплекс ближнего действия            | 4            | По состоянию на 2013 год                          |
|                                                                 | Стрела-2                                | Переносной зенитно-ракетный комплекс ближнего действия | н.д.         | По состоянию на 2013 год                          |
|                                                                 | FIM-43 Redeye                           | Переносной зенитно-ракетный комплекс ближнего действия | н.д.         | По состоянию на 2018 год                          |
|                                                                 | FIM-92 Stinger                          | Переносной зенитно-ракетный комплекс ближнего действия | н.д.         | По состоянию на 2018 год                          |
|                                                                 | Шилка                                   | 23-мм зенитная самоходная установка                    | 4            | По состоянию на 2013 год                          |
|                                                                 | ЗУ-23-2                                 | 23-мм зенитная пулемётная установка                    | 16           | По состоянию на 2018 год                          |
|                                                                 | Panhard AML-20                          | 20-мм зенитная самоходная установка                    | 6            | По состоянию на 2015 год                          |
|                                                                 | ЗПУ-4                                   | 14,5-мм зенитная пулемётная установка                  | н/д          | По состоянию на 2018 год                          |
|                                                                 | ЗПУ-2                                   | 14,5-мм зенитная пулемётная установка                  | н/д          | По состоянию на 2018 год                          |
|                                                                 | ЗПУ-1                                   | 14,5-мм зенитная пулемётная установка                  | н/д          | По состоянию на 2018 год                          |

### Стрелковое вооружение
- FAMAS.
- SIG SG 542[18].
- Heckler & Koch G3[18].
- FN FAL[18].
- Type 56 assault rifle.
- AKM[18].
- AK-47[18].
- M16.
- MAS-36.
- FN MAG[18].
- ПК — Пулемёт Калашникова[18].
- M2HB Browning[18].
- ДШК[18].
- РПК — Ручной пулемёт Калашникова[18].
- РПД — Ручной пулемёт Дегтярева.[18].
- MAT-49[18].
- Uzi[18][19].
- Walther PP[18].
- Walther P1[18].
- Browning Hi-Power[18].
- ТТ[18].
- Manurhin MR 73[20].

## Национальная гвардия
Формирование и оснащение сил, впоследствии составивших основу Национальной гвардии, шло в 1970—1980 годах, и позже в 1990-х, за счёт средств ливийского режима Муаммара Каддафи. В 2011 году Национальная гвардия насчитывала от 5000 до 7000 человек и считалась наиболее хорошо оснащённым и самым мобильным воинским формированием Чада. Также на вооружении Гвардии есть тяжёлое оружие.

### Командующие Национальной гвардией
Ниже приведён список командующих Национальной гвардией Чада:
- 1992 — генерал Бачар Мусса
- 1995 — генерал Келли Абдалла
- 1997 — генерал Себи Агуид
- 1999 — генерал Келли Абдалла
- 2001 — генерал Юссуф Ахмат Тьера
- 2003 — полковник Шериф Джимет (и. о.)
- 2005 — генерал Абакар Абделькарим
- 2007 — генерал Сумайн Хасан
- 2007 — генерал Тука Рамадан
- 2008 — генерал Абакар Абделькрим

## Военно-воздушные силы
Военно-воздушные силы насчитывают около 350 человек и ряд авиационной и вертолётной техники. Кроме того, вертолёты типа Ми-24 использовались в 2008 году против вторжения в столицу мятежников.

### Техника и вооружение
Данные о технике и вооружении ВВС Чада взяты со страницы журнала Aviation Week & Space Technology по состоянию на 2009 год, данные обновлены по журналу Military Balance за 2018 год.
| Фото      | Тип                  | Назначение                       | Количество | Примечания                                                             |
| Самолёты  | Самолёты             | Самолёты                         | Самолёты   | Самолёты                                                               |
| --------- | -------------------- | -------------------------------- | ---------- | ---------------------------------------------------------------------- |
|           | МиГ-29               | истребитель                      | 1          | 1 в строю, по состоянию на 2018 год                                    |
|           | Су-25                | штурмовик                        | 8          | 8 в строю, по состоянию на 2018 год                                    |
|           | Су-25УБ              | учебно-боевой                    | 2          | 2 в строю, по состоянию на 2018 год                                    |
|           | Pilatus PC-7         | учебно-тренировочный             | 2          | 1 в строю, по состоянию на 2018 год                                    |
|           | Pilatus PC-9         | учебно-тренировочный             | 1          | 1 в строю, по состоянию на 2018 год                                    |
|           | SF-260WL             | учебно-тренировочный             | 2          | 1 в строю, по состоянию на 2018 год                                    |
|           | Lockheed C-130H-30   | военно-транспортный              | 1          | 1 в строю, по состоянию на 2018 год                                    |
|           | Alenia C-27J Spartan | военно-транспортный              | 2          | 2 в строю, по состоянию на 2018 год                                    |
|           | Ан-26                | военно-транспортный              | 3          | 3 в строю, по состоянию на 2018 год                                    |
|           | Beechcraft 1900      | патрульный                       | 1          | 1 в строю, по состоянию на 2018 год                                    |
| Вертолёты |                      |                                  |            |                                                                        |
|           | Ми-24В               | транспортно-боевой вертолёт      | 5          | 5 в строю, по состоянию на 2018 год                                    |
|           | Ми-17 Ми-171         | многоцелевой военно-транспортный | 62         | 3 в строю, по состоянию на 2018 год2 в строю, по состоянию на 2018 год |
|           | SA316 Alouette III   | многоцелевой                     | 2          | 2 в строю, по состоянию на 2018 год                                    |
|           | AS550С Fennec        | многоцелевой                     | 6          | 3 в строю, по состоянию на 2018 год                                    |